# Kootenay (reka)
Kootenay (Kootenay v Kanadi, Kootenai v ZDA) je reka, ki teče po ozemlju Britanske Kolumbije (Kanada), Montane in Idaha (ZDA). Je pomembnejši pritok reke Kolumbije in je edina reka v Severni Ameriki, ki izvira v Kanadi, nato prestopi v ZDA in se ponovno vrne v Kanado.